# Alemanha nos Jogos Olímpicos de Verão de 2012
A Alemanha competiu nos Jogos Olímpicos de Verão de 2012, que decorreu na cidade de Londres, no Reino Unido, de 27 de julho a 12 de agosto de 2012.

## Medalhas
| Atleta           | Esporte  | Evento               | Medalha |
| ---------------- | -------- | -------------------- | ------- |
| Sideris Tasiadis | Canoagem | Slalom C-1 masculino | Prata   |
| Hannes Aigner    | Canoagem | Slalom K-1 masculino | Bronze  |

## Desempenho

### Badminton
Masculino
| Atleta        | Prova   | Ronda dos 64           | Ronda dos 32           | Ronda dos 16           | Quartos-finais         | Semifinais             | Final                  | Final |
| Atleta        | Prova   | Adversário e resultado | Adversário e resultado | Adversário e resultado | Adversário e resultado | Adversário e resultado | Adversário e resultado | Pos.  |
| ------------- | ------- | ---------------------- | ---------------------- | ---------------------- | ---------------------- | ---------------------- | ---------------------- | ----- |
| Marc Zwiebler | Simples |                        |                        |                        |                        |                        |                        |       |

### Canoagem slalom
Masculino
| Atleta                     | Evento | Preliminar | Preliminar | Preliminar | Preliminar | Semifinais  | Semifinais  | Final       | Final             |
| Atleta                     | Evento | Descida 1  | Descida 2  | Total      | Posição    | Tempo       | Posição     | Tempo       | Posição           |
| -------------------------- | ------ | ---------- | ---------- | ---------- | ---------- | ----------- | ----------- | ----------- | ----------------- |
| Sideris Tasiadis           | C-1    | 96s12      | 92s83      | 92s83      | 4º         | 98s94       | 1º          | 98s09       | Medalha de prata  |
| David Schröder Frank Henze | C-2    | 107s50     | 107s79     | 107s50     | 11º        | Não avançou | Não avançou | Não avançou | Não avançou       |
| Hannes Aigner              | K-1    | 92s56      | 83s49      | 83s49      | 1º         | 97s60       | 5º          | 94s92       | Medalha de bronze |

Feminino
| Atleta            | Evento | Preliminar | Preliminar | Preliminar | Preliminar | Semifinais | Semifinais | Final  | Final   |
| Atleta            | Evento | Descida 1  | Descida 2  | Total      | Posição    | Tempo      | Posição    | Tempo  | Posição |
| ----------------- | ------ | ---------- | ---------- | ---------- | ---------- | ---------- | ---------- | ------ | ------- |
| Jasmin Schornberg | K-1    | 106s27     | 102s14     | 102s14     | 8º         | 112s25     | 7º         | 110s97 | 5º      |

### Halterofilismo(5 atletas)
Masculino
| Atleta           | Evento | Arranque (kg) | Arremesso (kg) | Total (kg) | Posição |
| ---------------- | ------ | ------------- | -------------- | ---------- | ------- |
| Jürgen Spieß     | -105kg | 172,0         | 202,0          | 374,0      | 9º      |
| Matthias Steiner | +105kg | 192,0         | DNF            | DNF        | DNF     |
| Almir Velagić    | +105kg | 192,0         | 234,0          | 426,0      | 8º      |

Feminino
| Atleta          | Evento | Arranque (kg) | Arremesso (kg) | Total (kg) | Posição |
| --------------- | ------ | ------------- | -------------- | ---------- | ------- |
| Julia Rohde     | -53kg  | 85,0          | 108,0          | 193,0      | 11º     |
| Christin Ulrich | -58kg  | 93,0          | 114,0          | 207,0      | 13º     |

### Natação
Masculino
| Atletas         | Evento       | Eliminatórias | Eliminatórias | Semifinal   | Semifinal   | Final       | Final       |
| Atletas         | Evento       | Tempo         | Posição       | Tempo       | Posição     | Tempo       | Posição     |
| --------------- | ------------ | ------------- | ------------- | ----------- | ----------- | ----------- | ----------- |
| Marco di Carli  | 100 m livre  | 49s03         | 18º           | Não avançou | Não avançou | Não avançou | Não avançou |
| Philip Heintz   | 200 m medley | 2min01s32     | 27º           | Não avançou | Não avançou | Não avançou | Não avançou |
| Markus Deibler  | 200 m medley | 1min58s61     | 7º Q          | 1min58s88   | 9º Q        | 1min59s10   | 8º          |
| Yannick Lebherz | 400 m medley | 4min15s41     | 11º           |             |             | Não avançou | Não avançou |

Feminino
| Atletas           | Evento          | Eliminatórias | Eliminatórias | Semifinal   | Semifinal   | Final       | Final       |
| Atletas           | Evento          | Tempo         | Posição       | Tempo       | Posição     | Tempo       | Posição     |
| ----------------- | --------------- | ------------- | ------------- | ----------- | ----------- | ----------- | ----------- |
| Britta Steffen    | 50 m livre      | 24s70         | 4º Q          | 24s57       | 4º Q        | 24s46       | 4º          |
| Britta Steffen    | 100 m livre     | 54s42         | 14º Q         | 54s18       | 12º         | Não avançou | Não avançou |
| Daniela Schreiber | 100 m livre     | 54s43         | 15º Q         | 54s39       | 15º         | Não avançou | Não avançou |
| Silke Lippok      | 200 m livre     | 1min58s59     | 13º Q         | 1min58s24   | 13º         | Não avançou | Não avançou |
| Jenny Mensing     | 100 m costas    | 1min00s72     | 21º           | Não avançou | Não avançou | Não avançou | Não avançou |
| Jenny Mensing     | 200 m costas    | 2min10s54     | 15º Q         | 2min10s68   | 15º         | Não avançou | Não avançou |
| Caroline Ruhnau   | 100 m peito     | 1min08s43     | 22º           | Não avançou | Não avançou | Não avançou | Não avançou |
| Sarah Poewe       | 100 m peito     | 1min07s12     | 7º Q          | 1min07s68   | 11º         | Não avançou | Não avançou |
| Alexandra Wenk    | 100 m borboleta | 58s85         | 21º           | Não avançou | Não avançou | Não avançou | Não avançou |
| Theresa Michalak  | 400 m medley    | 2min12s75     | 11º Q         | 2min13s24   | 12º         | Não avançou | Não avançou |

### Remo
Masculino
| Equipe                                                  | Evento           | Eliminatórias | Eliminatórias | Repescagem | Repescagem | Quartas | Quartas  | Semifinal | Semifinal | Final   | Final                |
| Equipe                                                  | Evento           | Tempo         | Posição       | Tempo      | Posição    | Tempo   | Posição  | Tempo     | Posição   | Tempo   | Posição (Pos. final) |
| ------------------------------------------------------- | ---------------- | ------------- | ------------- | ---------- | ---------- | ------- | -------- | --------- | --------- | ------- | -------------------- |
| Marcel Hacker                                           | Skiff simples    | 6m43s80       | 1º Q          | BYE        | BYE        | 6m54s18 | 2º S A/B | 7m22s07   | 3º FA     | 7m10s21 | 6º (6º)              |
| Anton Braun Felix Drahotta                              | Dois sem         | 6m30s42       | 4º R          | 6m22s76    | 1º S       |         |          | 7m02s16   | 5º FB     | 6m49s93 | 1º (7º)              |
| Eric Knittel Stephan Krüger                             | Skiff duplo      | 6m17s74       | 1º S          | BYE        | BYE        | 6m22s54 | 4º FB    | 6m23s36   | 3º (9º)   |         |                      |
| Linus Lichtschlag Lars Hartig                           | Skiff duplo leve | 6m49s44       | 2º S A/B      | BYE        | BYE        | 6m37s44 | 3º FA    | 6m49s07   | 6º (6º)   |         |                      |
| Gregor Hauffe Urs Käufer Sebastian Schmidt Toni Seifert | Quatro sem       | 5m49s84       | 2º S          | BYE        | BYE        | 6m04s61 | 3º FA    | 6m16s37   | 6º (6º)   |         |                      |

Feminino
| Equipe | Evento   | Eliminatórias | Eliminatórias | Repescagem | Repescagem | Quartas | Quartas | Semifinal | Semifinal | Final       | Final                |
| Equipe | Evento   | Tempo         | Posição       | Tempo      | Posição    | Tempo   | Posição | Tempo     | Posição   | Tempo       | Posição (Pos. final) |
| --- | -------- | ------------- | ------------- | ---------- | ---------- | ------- | ------- | --------- | --------- | ----------- | -------------------- |
| Ronja Schütte Julia Lepke Daniela Schulze Katrin Thiem Ulrike Sennewald Nadja Drygalla Kathrin Marchand Constanze Siering Laura Schwensen (tim.) | Oito com | 6m34s32       | 4º R          | 6min27s69  | 5º         |         |         |           |           | Não avançou | 7º                   |

### Tiro
Masculino
| Atleta           | Evento                | Qualificação | Qualificação | Final       | Final       | Posição |
| Atleta           | Evento                | Placar       | Posição      | Placar      | Total       | Posição |
| ---------------- | --------------------- | ------------ | ------------ | ----------- | ----------- | ------- |
| Florian Schmidt  | Pistola de ar de 10 m | 575          | 25º          | Não avançou | Não avançou | 25º     |
| Florian Schmidt  | Pistola livre 50 m    | 557          | 17º          | Não avançou | Não avançou | 17º     |
| Christian Reitz  | Pistola livre 50 m    | 560          | 6º           | 94.3        | 654.3       | 7º      |
| Christian Reitz  | Tiro rápido 25 m      | 583          | 6º           | 13          | 13          | 6º      |
| Ralf Schumann    | Tiro rápido 25 m      | 577          | 16º          | Não avançou | Não avançou | 16º     |
| Julian Justus    | Carabina de ar 10 m   | 595          | 12º          | Não avançou | Não avançou | 12º     |
| Tino Mohaupt     | Carabina de ar 10 m   | 592          | 25º          | Não avançou | Não avançou | 25º     |
| Maik Eckhardt    | Carabina deitado 50 m |              |              |             |             |         |
| Daniel Brodmeier | Carabina deitado 50 m |              |              |             |             |         |
| Ralf Buchheim    | Skeet                 | 118          | 10º          | Não avançou | Não avançou | 10º     |
| Karsten Bindrich | Fossa olímpica        | 121          | 11º          | Não avançou | Não avançou | 11º     |

Feminino
| Atleta                    | Evento                | Qualificação | Qualificação | Final       | Final       | Posição |
| Atleta                    | Evento                | Placar       | Posição      | Placar      | Total       | Posição |
| ------------------------- | --------------------- | ------------ | ------------ | ----------- | ----------- | ------- |
| Claudia Verdicchio-Krause | Pistola de ar de 10 m | 380          | 20º          | Não avançou | Não avançou | 20º     |
| Munkhbayar Dorjsuren      | Pistola de ar de 10 m | 378          | 25º          | Não avançou | Não avançou | 25º     |

### Tiro com arco(2 atletas)
| Atleta        | Prova                | Rodada de classificação | Rodada de classificação | Ronda dos 64                            | Ronda dos 32                      | Ronda dos 16           | Quartos-finais         | Semifinais             | Final                  | Final       |
| Atleta        | Prova                | Placar                  | Pos.                    | Adversário e resultado                  | Adversário e resultado            | Adversário e resultado | Adversário e resultado | Adversário e resultado | Adversário e resultado | Pos.        |
| ------------- | -------------------- | ----------------------- | ----------------------- | --------------------------------------- | --------------------------------- | ---------------------- | ---------------------- | ---------------------- | ---------------------- | ----------- |
| Camilo Mayr   | Individual masculino | 653                     | 52º                     | CHN Y. Xing D 0-2, 0-2, 0-2             | Não avançou                       | Não avançou            | Não avançou            | Não avançou            | Não avançou            | Não avançou |
| Elena Richter | Individual feminino  | 645                     | 30º                     | DEN M. Jager V 0-2, 0-2, 1-0, 2-0, 2-1, | TPE Y-T. Tan D 0-2, 0-2, 2-0, 0-2 | Não avançou            | Não avançou            | Não avançou            | Não avançou            | Não avançou |

### Triatlo
| Atleta         | Evento    | Natação (1,5 km) | Ciclismo (40 km) | Corrida (10 km) | Tempo total | Posição |
| -------------- | --------- | ---------------- | ---------------- | --------------- | ----------- | ------- |
| Steffen Justus | Masculino | 18m07            | 59m36            | 30m16           | 1h49m12     | 16º     |
| Jan Frodeno    | Masculino | 17m20            | 58m46            | 30m06           | 1h47m26     | 6º      |
| Anja Dittmer   | Feminino  | 20m09            | 1h05m57          | 35m32           | 2h01m38     | 12º     |
| Anne Haug      | Feminino  | 20m26            | 1h07m27          | 33m42           | 2h01m35     | 11º     |
| Svenja Bazlen  | Feminino  | 19m28            | 1h05m29          | 38m01           | 2h04m11     | 32º     |

### Remo
| S | Classificado(a) para as semifinais |    |                        | FA | Final A (disputa de medalhas) |  |  | FD | Final D (sem medalhas) |
| Q | Classificado(a) para as quartas    | FB | Final B (sem medalhas) | FE | Final E (sem medalhas)        |  |  |    |                        |
| R | Classificado(a) para a repescagem  | FC | Final C (sem medalhas) | FF | Final F (sem medalhas)        |  |  |    |                        |